# روبرت جيمس بال
روبرت جيمس بال هو سياسي كندي، ولد في 15 يناير 1857 في كندا، وتوفي في 26 فبراير 1928. حزبياً، نشط في حزب كندا المحافظ. وقد انتخب عضو مجلس العموم الكندي.